# (682) Hagar
(682) Hagar ist ein Asteroid des Hauptgürtels, der am 17. Juni 1909 vom deutschen Astronomen August Kopff in Heidelberg entdeckt wurde. 
Der Asteroid ist nach der biblischen Figur Hagar benannt.